# Stefan Çapaliku
Stefan Çapaliku (ur. 10 marca 1965 roku w Szkodrze) – albański pisarz, dramaturg i reżyser filmów dokumentalnych.

## Życiorys
W latach 1984–1988 odbył studia z zakresu języka i literatury albańskiej na Uniwersytecie Tirańskim. Studia podyplomowe odbył w Czechosłowacji i we Włoszech. W 1995 roku obronił pracę doktorską z literatury albańskiej.
Po ukończeniu studiów podjął pracę w muzeum w Szkodrze, zajmując się badaniem rzemiosła ludowego. W latach 1993–1998 kierował katedrą języka albańskiego na uniwersytecie w Szkodrze. Obecnie pracuje w ministerstwie kultury, jest także wykładowcą estetyki na Wydziale Dramatu Uniwersytetu Tirańskiego. Współpracuje z Teatrem Migjeni w Szkodrze.
Pierwszy tomik poezji opublikował w roku 1993. Oprócz poezji pisze także powieści, opowiadania, jak również eseje i prace z historii literatury. W 1995 r. powstał pierwszy dramat Çapaliku – Ftesë për darkë (Zaproszenie na kolację)
Kilka utworów Çapaliku zostało przetłumaczonych na język polski przez Dorotę Horodyską. Był wśród nich także dramat Buty – pierwszy dramat albański przetłumaczony na język polski. Dramat ten był prezentowany polskiej publiczności, na XXXV Ogólnopolskich Spotkaniach Amatorskich Teatrów Jednego Aktora w Zgorzelcu, w inscenizacji Sandry Staniszewskiej.
W latach 2010–2012 zrealizował pięć filmów dokumentalnych. W 2020 był jednym z sygnatariuszy protestu artystów przeciwko zburzeniu Teatru Narodowego w Tiranie.

## Poezja
- 1993: Asgjë më shumë se kaq s'ka ndodhë (Nic więcej niż to, co się wydarzyło).
- 1994: Koha e ndaluar (Czas zakazany).
- 2000: Fjalë për fjalë

## Proza
- 1996: Kronikë në lindje (Kronika urodzenia, powieść).
- 2002: Tregime për Anën (Opowieści dla Anny).
- 2016: Secili çmendet simbas mënyrës së vet
- 2022: Një engjëll veshë me frak (powieść)

## Dramat
- Buty (Kepucet) – przeł. Dorota Horodyska, Dialog 11/2004.
- Pesë drama dhe një korn anglez (Pięć dramatów i angielski róg) 2003.
- Allegretto Albania dhe drama të tjera (Allegretto Albania i inne dramaty) 2006
- 20 vjet, 2 jave, 2 dite (Dwadzieścia lat, dwa tygodnie, dwa dni), 2010.
- Pesë komedi të përgjakshme (Pięć krwawych komedii), 2010
- Libri i vogël i dramatikës (Mała księga dramatu), 2011
- Provat e një vdekje të paralajmëruar; Fausti prej Tirane; Një zjarrfikës në oborrin e teatrit : tri drama, 2014
- Trilogia Albanica 2017

## Studia z historii i teorii literatury
- 1995: Fishta satirik (Satyryczny Fishta).
- 1995: Historia e letërsisë shqipe si grindje metodike
- 1997: Prijës për gjeografinë dhe sociologjinë e letërsisë shqiptare : nga fillimet deri në Luftën e Dytë Botërore (O geografii i socjologii w literaturze albańskiej: od początków do II wojny światowej).
- 1998: Letërsia e interpretuar: prijës për metodat bashkëkohore të leximit dhe studimit të letërsisë (Interpretowanie literatury: przewodnik po nowoczesnych metodach czytania i studiowania literatury).
- 2004: Estetika moderne : doracak
- 2005: I vetëm në Europë dhe shkrime të tjera për kulturën : ese
- 2017: Ars Albanica

## Filmografia
- 2010: 24 karat
- 2011: Black cats
- 2011: Jam i lumtur qe Shqiptaret e pelqejne skulpturen
- 2012: Beens & Rice
- 2012: Romeo & Juliet – an Albanian gipsy & Roma version.
- 2017: Lekë Tasi